# Hrenova
Hrenova je manjše naselje podeželskega značaja v severnem delu Celjske kotline, ki upravno spada pod Občino Vojnik oz. krajevno skupnost Nova Cerkev. 
Naselje se nahaja v bližini Lemberga pri Novi Cerkvi ter leži na obeh straneh lokalne ceste, ki povezuje Novo Cerkev z Dobrno, v dolini potoka Dobrnica. Sestavljata ga bolj strnjeno pozidana Spodnja Hrenova na južni strani potoka in bolj razložena Zgornja Hrenova na ledenodobni terasi. Zaselek Volčje Jame na severni strani se nahaja na južnem pobočju griča Langer (474 m.n.m).

## Zgodovina
Arheološke najdbe z bližnjega Velikega vrha izpričujejo poselitev v obdobju železne dobe in pozne antike.

## Prebivalstvo
Etnična sestava 1991:
- Slovenci: 89 (49,7 %)
- Neznano: 90 (50,3 %)